# Гронинген (Суринам)
Гро́нинген (нидерл. Groningen) — город в Суринаме, административный центр округа Сарамакка. Население составляет около 3400 человек.
Развитие Гронингена как города началось только с 1960 года. Примерно в это время до Гронингена построили дорогу из Парамарибо. В городе расположены администрация округа, почтовое отделение, отделение полиции, филиал Государственного фонда больных (SZF), плавательный бассейн и футбольный стадион. Имеется также несколько церквей.